# Impremta de Lluís Tasso
La impremta de Lluís Tasso era un edifici industrial, actualment desaparegut, que es trobava al passatge de Gutenberg del barri del Raval de Barcelona.

## Història

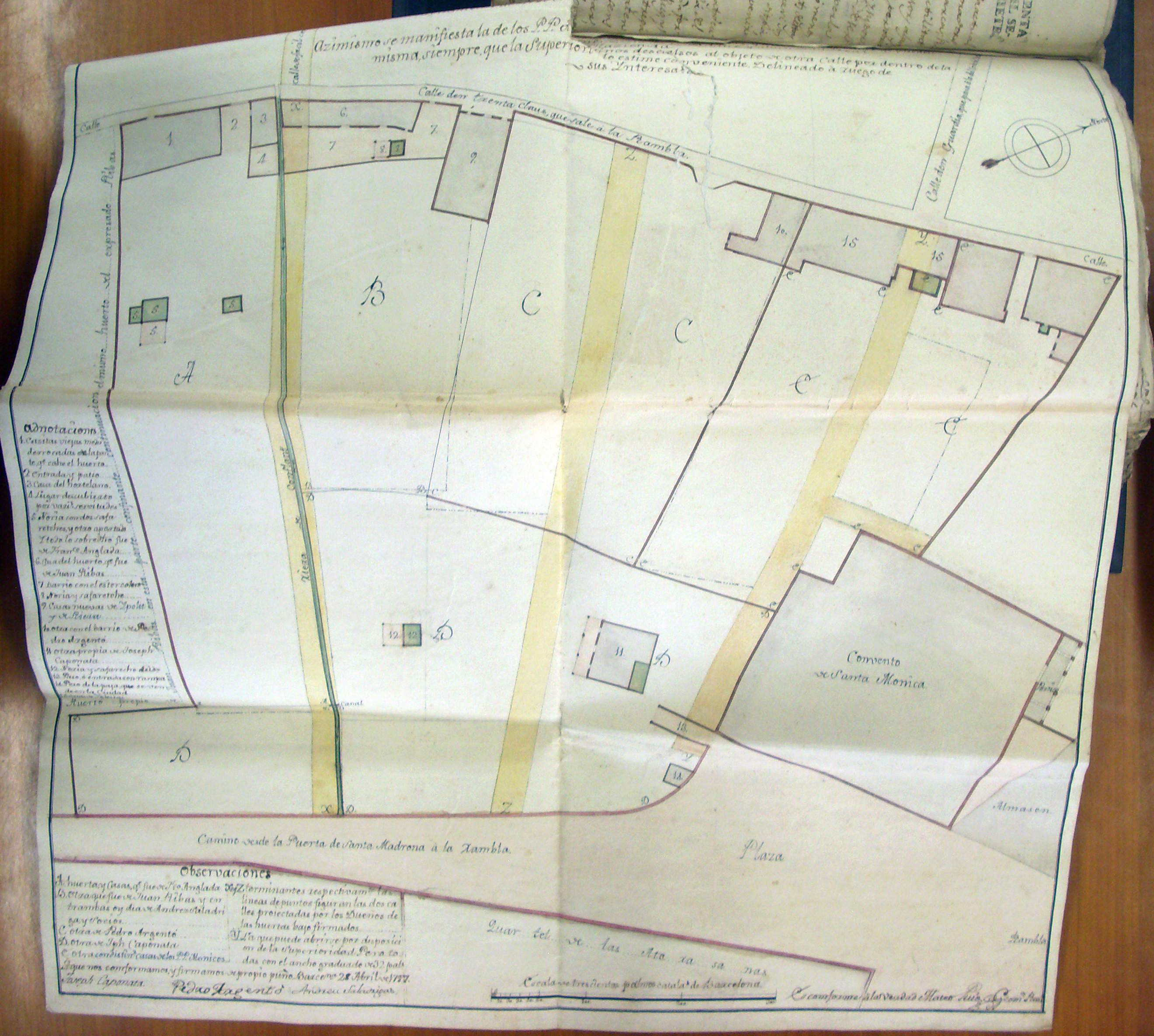
Projecte d'obertura de carrers als horts del voltant del convent de Santa Mònica (1797). La lletra C correspon a l'hort de Pere Argentó

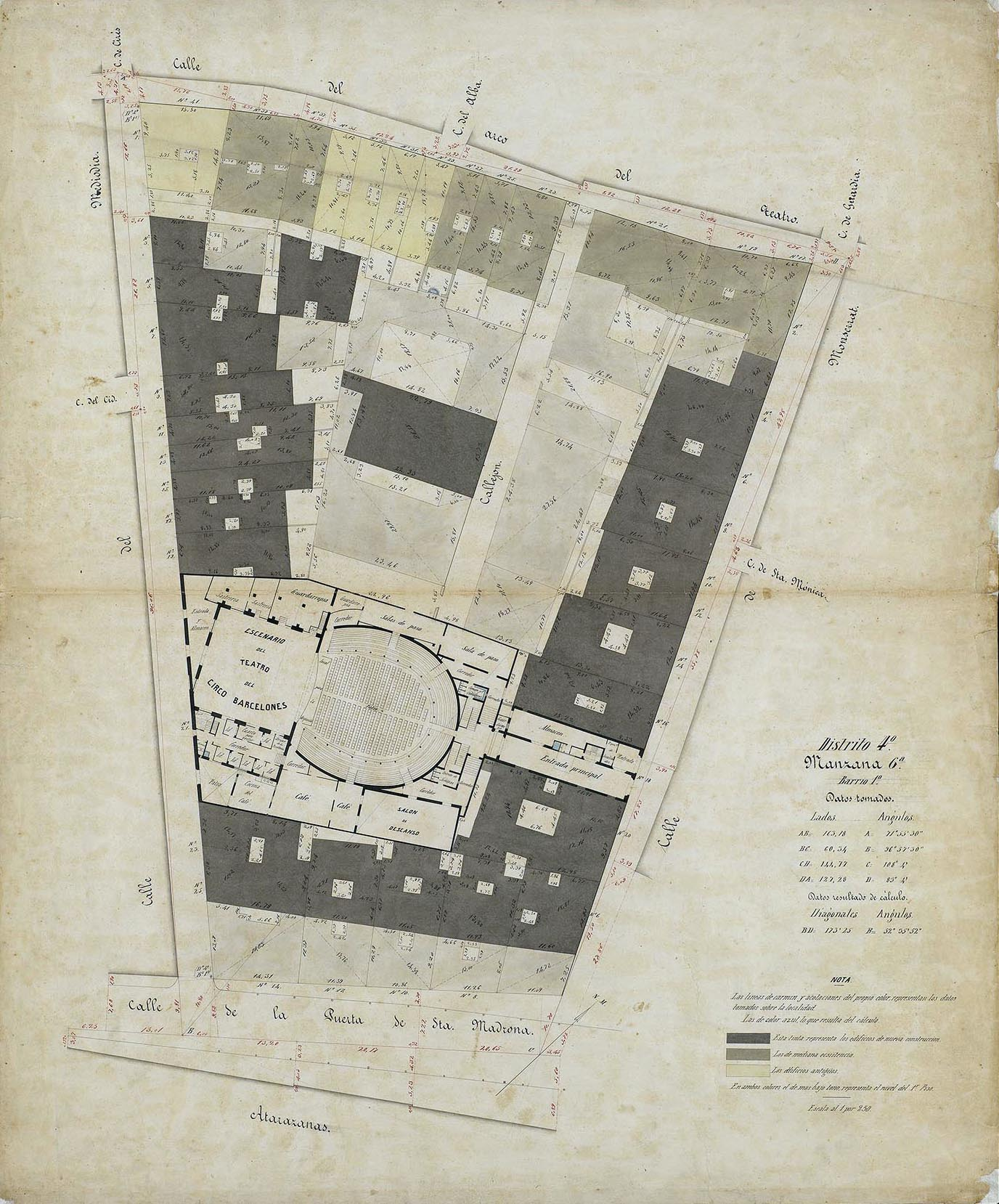
Quarteró núm. 82 de Garriga i Roca (c. 1860)

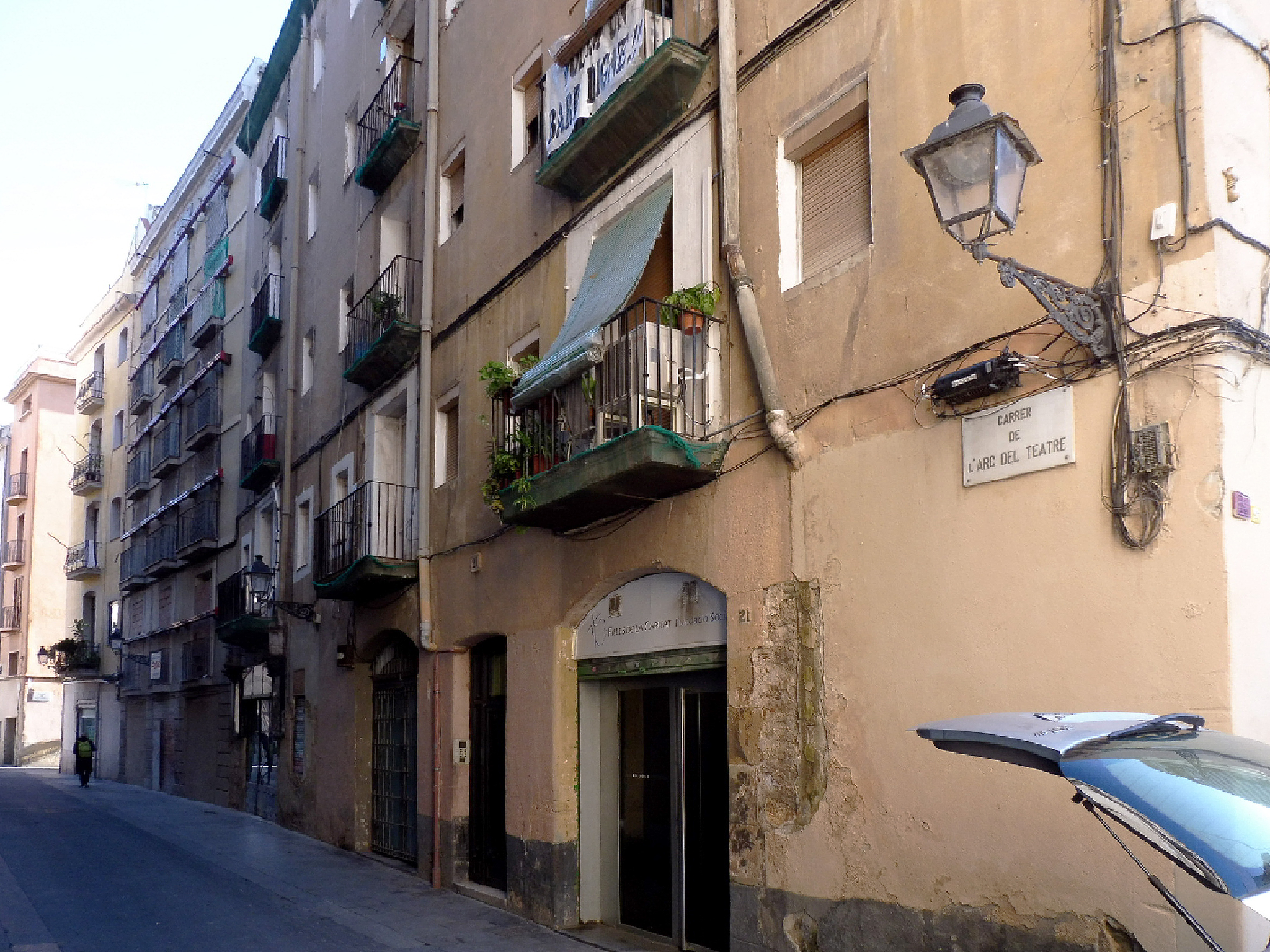
Casa Isidre Inglada i Soler al carrer de l'Arc del Teatre, 21

El 1796, el fabricant d'aiguacuit (cola animal) Pere Argentó va adquirir en emfiteusi a Eulàlia Carbonell, vídua del comerciant Daniel Torner, una casa amb hort al carrer d'en Trentaclaus (actualment Arc del Teatre), i l'any següent, va acordar amb els seus veïns Josep Caponata i Andreu Saladrigas un projecte d'obertura de nous carrers en aquella zona (els actuals de Montserrat i de Santa Mònica i el ja desaparegut de Migdia, més un altre que no es va realitzar), obra del geòmetra (agrimensor) Mateu Puig i Juiol.
Poc després, Argentó va vendre'n algunes parcel·les a la banda del carrer d'en Trentaclaus per a edificar-hi cases, i va llogar l'hort al Reial Col·legi de Farmàcia de Barcelona, creat per Reial Ordre del 28 d'agost del 1806, que va començar a construir-hi un edifici i a plantar-hi un jardí botànic. El començament de les classes estava previst per a l'octubre del 1808, però la invasió napoleònica ho va impedir, i tot va ser destruït durant el llarg període d'ocupació (1808-1814). El 1822, els fills d'Argentó vengueren la propietat a l'indià de Vilanova i la Geltrú Isidre Inglada i Soler, que tot seguit va fer reformar la casa, remuntant-hi dos pisos, segons el projecte del mestre de cases Salvador Estrada.
Amb els anys, l'hort (amb accés des del carrer d'en Trentaclaus per un carreró sense sortida) es va tornar improductiu a causa de la salinitat de les aigües subterrànies, i el 1851, Marianna Vidal i Guardiola, esposa i apoderada d'Inglada, el dividí en parcel·les per a establir-les en emfiteusi a diversos propietaris de la mateixa illa. Un d'ells era el també vilanoví Magí Pagès i Rossell, propietari de la casa del carrer de Migdia, 7, que va adquirir-ne la part situada a ponent del carreró, on va fer construir una casa-fàbrica dedicada a foneria de ferro colat i dotada amb una màquina de vapor, el que motivaria les queixes dels veïns.
Pagès es va carregar de deutes, i el 1854, vengué la casa-fàbrica i la casa del carrer de Migdia per 19.333 duros i 10 rals a un grup d'inversors format per Josep Oriol Segur, Joaquim Carsi, Tomàs Resa i Colls, Pau Maria Tintoré i Esteve Gatell, representants de la societat anònima La Industrial Quincallera, dedicada a la fabricació de ventalls, paraigües, bastons i altres objectes de quincalleria i aprovada per Reial Decret a finals d'any. El director era el mateix Segur, que va demanar permís per a instal·lar-hi una nova màquina de vapor, segons el projecte de l'arquitecte Antoni Rovira i Trias, i la fàbrica es va posar en funcionament l'any següent.
Tanmanteix, una sèrie d'irregularitats, com el pagament indegut de sous al director en un any sense beneficis, va motivar que una junta d'accionistes acordés la dissolució de la societat, la qual va ser aprovada per Reial Decret el maig del 1861. Aleshores, la casa-fàbrica fou venuda a l'impressor Lluís Tasso i Gonyalons (Maó, 1817-1880) per 18.100 duros. Tasso, aleshores instal·lat al carrer de Guàrdia, 15, s'hi va traslladar el 1862, i durant els dos primers anys, va conservar la llibreria El Plus Ultra, situada a la Rambla de Caputxins.
El 1875 va morir la seva dona Maria Antònia Serra, i el 1878 va traspassar el negoci al seu fill Lluís Tasso i Serra, morint el 1880. El temperament autoritari d'aquest va ser el motiu d'un conflicte laboral el 1881, quan la direcció va comminar els operaris a donar-se de baixa de la Sociedad Tipográfica (una mena de sindicat), i la majoria d'aquests abandonaren l'empresa. Tasso va morir el 1906, i la vídua Magdalena Tasso i Matamala va demanar permís per a construir-hi una nova «quadra» al pati interior. El negoci continuaria sota la raó social Vídua de Lluís Tasso, regit pel seu gendre Alfons Vilardell Portuondo, antic empleat casat amb Magdalena Tasso Tasso.
A començaments del juliol del 1936, Vilardell va tancar l'empresa, que aleshores tenia uns 50 empleats, que rebrien unes indemnitzacions màximes d'un any de feina. Amb l'esclat de la Guerra Civil, el Sindicat Únic de les Arts Gràfiques va confiscar la impremta, posant-la a disposició dels obrers, que la van autogestionar, comptant amb maquinària procedent d'altres empreses requisades. Un cop acabat el conflicte, Vilardell retornà a Barcelona i obtingué un benefici de 9 milions de pessetes amb la venda de la maquinària, i l'Ajuntament va iniciar els tràmits d'expropiació de la finca per a la remodelació urbanística de la zona. S'hi instal·laren les empreses Industrias Feco SL, fabricant de llums d'automòbil, i Solsona y Ribot SL, fabricant de tubs de ciment, que serien desnonades a la dècada del 1950.